# Péter Somfai
Dans le nom hongrois Somfai Péter, le nom de famille précède le prénom, mais cet article utilise l’ordre habituel en français Péter Somfai, où le prénom précède le nom.
Péter Somfai, né le 2 avril 1980 à Budapest, est un escrimeur hongrois pratiquant l'épée. Il a participé à la conquête de nombreuses médailles par équipes avec son pays, dont deux titres européens, et décroché le bronze olympique en août 2016.

## Palmarès
- Jeux olympiques
  -  Médaille de bronze par équipes aux Jeux olympiques de 2016 à Rio de Janeiro

- Championnats du monde d'escrime
  -  Médaille d'argent par équipes aux championnats du monde d'escrime 2011 à Catane
  -  Médaille d'argent par équipes aux championnats du monde d'escrime 2009 à Antalya
  -  Médaille de bronze par équipes aux championnats du monde d'escrime 2012 à Kiev
  -  Médaille de bronze par équipes aux championnats du monde d'escrime 2010 à Paris

- Championnats d'Europe d'escrime
  -  Médaille d'or par équipes aux championnats d'Europe d'escrime 2010 à Leipzig
  -  Médaille d'or par équipes aux championnats d'Europe d'escrime 2009 à Plovdiv
  -  Médaille d'argent par équipes aux championnats d'Europe d'escrime 2012 à Legnano
  -  Médaille d'argent par équipes aux championnats d'Europe d'escrime 2011 à Sheffield